# Afonso Alves
Afonso Alves Martins Jr (* 30. Januar 1981 in Belo Horizonte) ist ein ehemaliger brasilianischer Fußballspieler.
Alves ist ein schneller und technisch versierter Spieler, zu den großen Stärken des Rechtsfußes gehören direkte Freistöße.

## Karriere

### Verein
Der Angreifer stand von 2006 bis 2008 beim SC Heerenveen unter Vertrag, zuvor war er in der schwedischen Liga beschäftigt, deren Titel er 2004 mit Malmö FF gewann; sein Heimatverein ist Atlético Mineiro.
In der Saison 2006/2007 wurde er mit 34 Treffern, die er in 31 Spielen erzielt hatte, Torschützenkönig der niederländischen Liga.
Alves machte am 7. Oktober 2007 auf sich aufmerksam, als er im Ligaspiel gegen Heracles Almelo sieben Tore zum 9:0 seines Vereins beisteuerte. Dabei machte er 2 Hattricks: Einmal zwischen der 10. und 19. Minute und später zwischen der 68. und 76. Minute, als er sogar 4-mal traf.
In der von der IFFHS herausgegebenen Liste der weltbesten Erstliga-Torschützen im Jahr 2007 belegt er vor Eduardo Alves da Silva den ersten Platz. In nur 31 Ligaspielen traf er 34-mal, damit war er auch der effizienteste Stürmer des Jahres.
Kurz vor Ablauf der Transferperiode wechselte Alves im Januar 2008 für eine nicht genannte Ablösesumme zum FC Middlesbrough. Der Verein vermeldete, dass es sein bisher kostspieligster Transfer gewesen sei. Seine ersten beiden Ligatreffer markierte Alves beim 2:2 gegen Manchester United am 6. April 2008.
Kurz vor dem Ende einer für Alves und seinen Verein enttäuschend verlaufenen Saison, in der ihm in der Liga nur 4 Treffer gelungen waren, zog sich der Stürmer im Abstiegsduell gegen Newcastle United bei einem Foul durch Nicky Butt einen Bruch des Mittelfußknochens zu.
Zur Saison 2009/10 verließ er Middlesbrough und wechselte für ca. 12 Millionen Euro Ablöse zu Al-Sadd nach Katar. Alves unterschrieb dort einen Dreijahresvertrag.

### Nationalmannschaft
Am 1. Juni 2007 feierte er sein Debüt in der brasilianischen Nationalmannschaft im ersten Länderspiel der englischen Nationalmannschaft im neuen Wembley-Stadion. Er wurde in der 72. Minute für Kaká eingewechselt.

## Erfolge
Malmö FF
- Schwedischer Meister: 2004

Nationalmannschaft
- Copa América: 2007

Auszeichnungen
- Weltbester Erstligatorschütze: 2007
- Fußballer des Jahres der Niederlande: 2007
- Torschützenkönig der niederländischen Ehrendivision: 2007
- Torschützenkönig des AFC Cup: 2010